# 조건부 독립
확률론에서 조건부 독립(영어: conditional independence)은 특정한 가설을 평가할 때 관측이 아무런 정보도 기여하지 않는 상황을 가리킨다.

## 정의
조건부 확률과 연관지어 다음과 같이 형식화할 수 있다. {\displaystyle A}를 가설, {\displaystyle B}와 {\displaystyle C}를 관측이라 하면 조건부 독립은 다음과 같은 상황을 말한다:
{\displaystyle P(A\mid B,C)=P(A\mid C)}.
여기서 {\displaystyle P(A\mid B,C)}는 B와 C가 주어졌을 때의 A의 확률이다. 이 경우 B는 정보가 있든 없든 A의 가정에 대한 C의 확률에 대해서는 아무런 기여를 하지 않으므로 '불필요한' 값이다. 이런 경우 A, B가 C에 대해 조건부 독립이라 하는 것이다.

## 같이 보기
- 독립 (확률론)